# Giro de Lombardía 2014
La 108.ª edición del Giro de Lombardía fue una carrera ciclista que se disputó el 5 de octubre de 2014 con un recorrido 254 kilómetros entre Como y Bérgamo. Fue la penúltima carrera del UCI WorldTour 2014.
La clásica de otoño partió desde la ciudad de Como pasando por otras ciudades de Lombardía como Cantù, Erba, Asso y Onno antes de llegar a Bellagio, a 58 km, y el inicio de la Madonna del Ghisallo (754m), con una subida de 10,6 kilómetros con pendientes de más del 14 por ciento.
Después de un primer paso por la ciudad de Bérgamo, se iniciaba un bucle con una serie de subidas donde los corredores enfrentarían el Colle dei Pasta (413m), Colle Gallo (763m) y, después de la segunda zona de alimentación en Cene, el Passo di Ganda (1060m). Luego de un rápido descenso a través de Selvino y Rigosa hacia el fondo del valle, el camino será subir de nuevo hacia Bracca (600m) y disfrutar de la bajada técnica hacia Zogno y Brembilla. Los corredores iniciaban entonces la escalada clásica de Berbenno (695m), a sólo 26 km de la meta.
Un rápido descenso hacia Almenno San Salvatore llevaba a los corredores a través de Almè y volverían a Bérgamo para enfrentarse a los últimos kilómetros por el casco antiguo de Città Alta que les llevó hasta la meta en la Sentierone.
La victoria fue para el corredor irlandés Daniel Martin (Garmin Sharp) quien superó a Alejandro Valverde (Movistar Team) y Rui Costa (Lampre-Merida).

## Equipos participantes
Tomaron parte en la carrera 25 equipos: los 18 de categoría UCI ProTeam (al ser obligada su participación); más 8 de categoría Profesional Continental mediante invitación de la organización (el Androni Giocattoli, Bardiani CSF, Caja Rural-Seguros RGA, Colombia, IAM Cycling, Neri Sottoli y el NetApp-Endura). Los equipos fueron integrados por 8 corredores, formando así un pelotón de 200 ciclistas.
| ProTeams (18)- AG2R La Mondiale - Astana - Belkin - BMC Racing Team - Cannondale - Team Europcar - FDJ.fr - Garmin-Sharp - Giant-Shimano - Katusha - Lampre-Merida - Lotto-Belisol - Movistar Team - Omega Pharma-Quick Step - Orica-GreenEDGE - Sky - Tinkoff-Saxo - Trek Factory Racing Equipos continentales profesionales (7)- Bardiani CSF - Caja Rural–Seguros RGA - Colombia - IAM Cycling - Neri Sottoli - NetApp-Endura - Androni Giocattoli-Venezuela |
| |

## Clasificación final
Las clasificaciones finalizaron de la siguiente forma:
| \| Clasificación general \| Clasificación general \| Clasificación general \| Clasificación general \| Clasificación general \| \| Ciclista \| Ciclista \| Equipo \| Tiempo \| \| \| --------------------- \| --------------------- \| --------------------- \| --------------------- \| --------------------- \| \| 1.º \| Daniel Martin \| Garmin-Sharp \| 6 h 25 min 33 s \| \| \| 2.º \| Alejandro Valverde \| Movistar Team \| + 1 s \| \| \| 3.º \| Rui Alberto Costa \| Lampre-Merida \| + 1 s \| \| \| 4.º \| Tim Wellens \| Lotto-Belisol \| + 1 s \| \| \| 5.º \| Samuel Sánchez \| BMC Racing Team \| + 1 s \| \| \| 6.º \| Michael Albasini \| Orica-GreenEDGE \| + 1 s \| \| \| 7.º \| Philippe Gilbert \| BMC Racing Team \| + 1 s \| \| \| 8.º \| Joaquim Rodríguez \| Katusha \| + 1 s \| \| \| 9.º \| Fabio Aru \| Astana \| + 1 s \| \| \| 10.º \| Rinaldo Nocentini \| AG2R La Mondiale \| + 14 s \| \| \| 11.º \| Romain Bardet \| AG2R La Mondiale \| + 14 s \| \| \| 12.º \| Jelle Vanendert \| Lotto-Belisol \| + 18 s \| \| \| 13.º \| Aleksandr Kolobnev \| Katusha \| + 20 s \| \| \| 14.º \| Thibaut Pinot \| FDJ.fr \| + 25 s \| \| \| 15.º \| Alessandro De Marchi \| Cannondale \| + 25 s \| \| \| 16.º \| Davide Villella \| Cannondale \| + 25 s \| \| \| 17.º \| Wilco Kelderman \| Belkin \| + 25 s \| \| \| 18.º \| Tiago Machado \| NetApp-Endura \| + 25 s \| \| \| 19.º \| Mauro Finetto \| Neri Sottoli \| + 25 s \| \| \| 20.º \| Ivan Santaromita \| Orica-GreenEDGE \| + 25 s \| \| |                      |                  |                 |
| |                      |                  |                 |
| Fuente: ProCyclingStats |                      |                  |                 |
| Clasificación general |                      |                  |                 |
| Ciclista | Ciclista             | Equipo           | Tiempo          |
| 1.º | Daniel Martin        | Garmin-Sharp     | 6 h 25 min 33 s |
| 2.º | Alejandro Valverde   | Movistar Team    | + 1 s           |
| 3.º | Rui Alberto Costa    | Lampre-Merida    | + 1 s           |
| 4.º | Tim Wellens          | Lotto-Belisol    | + 1 s           |
| 5.º | Samuel Sánchez       | BMC Racing Team  | + 1 s           |
| 6.º | Michael Albasini     | Orica-GreenEDGE  | + 1 s           |
| 7.º | Philippe Gilbert     | BMC Racing Team  | + 1 s           |
| 8.º | Joaquim Rodríguez    | Katusha          | + 1 s           |
| 9.º | Fabio Aru            | Astana           | + 1 s           |
| 10.º | Rinaldo Nocentini    | AG2R La Mondiale | + 14 s          |
| 11.º | Romain Bardet        | AG2R La Mondiale | + 14 s          |
| 12.º | Jelle Vanendert      | Lotto-Belisol    | + 18 s          |
| 13.º | Aleksandr Kolobnev   | Katusha          | + 20 s          |
| 14.º | Thibaut Pinot        | FDJ.fr           | + 25 s          |
| 15.º | Alessandro De Marchi | Cannondale       | + 25 s          |
| 16.º | Davide Villella      | Cannondale       | + 25 s          |
| 17.º | Wilco Kelderman      | Belkin           | + 25 s          |
| 18.º | Tiago Machado        | NetApp-Endura    | + 25 s          |
| 19.º | Mauro Finetto        | Neri Sottoli     | + 25 s          |
| 20.º | Ivan Santaromita     | Orica-GreenEDGE  | + 25 s          |